# Пољана (Преко)
Пољана је насељено место у саставу општине Преко у Задарској жупанији, на острву Угљану, Република Хрватска.

## Историја
До територијалне реорганизације у Хрватској налазила се у саставу старе општине Задар.

## Становништво
На попису становништва 2011. године, Пољана је имала 294 становника.

## Попис1991.
На попису становништва 1991. године, насељено место Пољана је имало 448 становника, следећег националног састава:
| Попис 1991.‍  | Попис 1991.‍  | Попис 1991.‍ | Попис 1991.‍ | Попис 1991.‍ |
| ------------ | ------------ | ----------- | ----------- | ----------- |
|              |              |             |             |             |
| Хрвати       | Хрвати       |             | 400         | 89,28%      |
| Југословени  | Југословени  |             | 2           | 0,44%       |
| Италијани    | Италијани    |             | 1           | 0,22%       |
| Мађари       | Мађари       |             | 1           | 0,22%       |
| Пољаци       | Пољаци       |             | 1           | 0,22%       |
| остали       | остали       |             | 3           | 0,66%       |
| регион. опр. | регион. опр. |             | 1           | 0,22%       |
| непознато    | непознато    |             | 39          | 8,70%       |
| укупно: 448  |              |             |             |             |